# Notanisus zebra
Notanisus zebra är en stekelart som beskrevs av Boucek 1988. Notanisus zebra ingår i släktet Notanisus och familjen puppglanssteklar.
Artens utbredningsområde är Papua Nya Guinea. Inga underarter finns listade i Catalogue of Life.